# Bloke
Bloke es una banda argentina de Heavy metal formada en Buenos Aires en 1980. 
Es considerada como uno de los referentes del metal argentino durante la primera mitad de la década de los ochenta, junto a Riff, V8, Dhak, Thor, Hellion o Bunker, entre otros. 

## Historia
Su formación clásica (la que llegó a grabar el único larga duración de su carrera), era la siguiente: Billy García en voz, Luis Escobar y Marcelo Simoni en guitarras, Daniel Parodi en bajo y Oscar Oropeza como baterista. La carrera de este grupo, como la mayoría de las bandas que se formaron durante estos años en Argentina, fue efímera, llegando a separarse hacia 1986.
 
Aunque resulte difícil determinar el género exacto, sin embargo Bloke se enmarcaba dentro de un estilo definido entre el Heavy metal tradicional de comienzos de década (orientado este al sonido de bandas de la Nueva oleada británica de Heavy metal (NWOBHM), y un incipiente Power metal. Canciones como «Demolición», «Listo a matar», «Antes del fin» y «Alma de chacal», denotan claramente esta afirmación.

### Demolición
Bloke tuvo en su haber la producción de un solo disco de estudio, titulado Demolición, editado en 1984 por el sello independiente Umbral Discos.
 
Dieciocho años después, la discográfica Hurling Metal Records, compró los derechos del mismo e hizo una reedición del material, sumándole bonus tracks, incluyendo 2 canciones inéditas del grupo, «Sueño metálico» y «Buitres del mal», más 6 versiones de sus temas clásicos reversionados por otros artistas, como Renacer, Tren Loco, Gárgola, Corsario, Montreal y Aspeed. A esta nueva edición se la llamó Demolición 2002.
Durante 2014, se volvió a presentar este disco en vivo, con una nueva formación (denominada Demolición de Bloke). Marcelo Simoni, único miembro original de la banda, acompañado por Jorge Chiossoni, Miguel Oropeza, Omar Saavedra, Charly Coria y Pablo Méndez. Posteriormente lo harían en Asbury como invitados de la banda británica Satan, el 10 de mayo de 2015.

## Miembros

### Última formación conocida
- Marcelo Simoni - Guitarra
- Omar Saavedra - Bajo
- Carlos Coria "Charly" - Voz
- Leandro Giraldez - Guitarra
- Germán Britez - Batería

### Miembros anteriores
- Pablo Daniel Méndez - Batería (El Dragon, Icaro, Other Side)
- Jorge Chiossoni - Guitarra (Malacara)
- Miguel Ángel Oropeza - Guitarra (Kamikaze, Reisen Zero, 100DB)
- Daniel Parodi - Bajo (Madam, Apocalipsis)
- Guillermo Venuto - Batería (Elixir, V8)
- Hugo Benítez - Batería (Existencia, Letal, Metralla, Reinará la Tempestad, Horcas, Hachas, Rabia)
- Oscar Oropeza - Batería
- Luis Escobar/ "Aladino" - Guitarra
- Hugo Brandsburg - Voz
- Rubén Cuenca - Voz (RetroSatan, Tonelada)
- José Luis García/ "Nestor Benegas", "Billy" - Voz (Dhak, 6L6, The Cross)[4]
- Augusto Méndez/ "Sneedy" - Guitarra (Kamikaze)

## Discografía

### EP
- 1982 - (DEMO)
- 1983 - (DEMO)
- 1984 - (DEMO)

### Álbumes
- 1984 - Demolición (Reeditado en 2002 en CD con ocho bonus tracks. Reeditado en 2014 en formato CD, remasterizado digitalmente). Reedición en vinilo 2016, tirada limitada, hecho en EE. UU.

### Compilados
- 2002 - Demolición 2002

### Splits
- 1985 - Aleación